# Теорія коливань
Теорія коливань — теорія, яка розглядає всілякі коливання, абстрагуючись від їх фізичної природи. Для цього використовується апарат диференціального числення.
Гармонічні коливання — це такі коливання, при яких осцилююча величина (наприклад, відхилення маятника) змінюється з часом за законом синуса або косинуса:
{\displaystyle x(t)=A\cos(\omega t+\varphi )}
Гармонічні коливання з загасанням — це такі коливання, при яких осцилююча величина (наприклад, відхилення маятника) змінюється з часом, як добуток синуса (косинуса) на спадаючу експоненту:
{\displaystyle x(t)=Ae^{-kt}\cos(\omega t+\varphi )}
Як встановив в 1822 році Фур'є, будь-яке періодичне коливання може бути представлено як сума гармонічних коливань шляхом розкладання відповідної функції в ряд Фур'є. Серед складових цієї суми існує гармонічне коливання з найменшою частотою, яка називається основною частотою, а саме це коливання — першої гармонікою або основним тоном, частоти же всіх інших складових, гармонічних коливань, кратні основній частоті, і ці коливання називаються вищими гармоніками або обертонами — першим, другим і т. д.
Параметричні коливання відбуваються коли один з параметрів системи (коефіцієнт диференціального рівняння коливань) змінюється періодично. Приклад — гойдалки (маятник) із змінною довжиною.

## Математичне означення
Осцилюючім назвичають нетривіальний розв'язок звичайного диференціального рівняння
{\displaystyle F(x,y,y',\ \dots ,\ y^{(n-1)})=y^{(n)}\quad x\in [0,+\infty )}
якщо він має нескінченну кількість коренів. Саме рівняння називають рівнянням коливань, якщо воно має осцилюючі розв'язки.